# 아이언 스카이
아이언 스카이(Iron Sky)는 2012년 개봉한 핀란드, 독일, 오스트레일리아의 SF 코미디 액션 영화이다. 아이언 스카이는 핀란드 영화사인 블라인드 스포트 픽처스, 에네르지아 프로덕션과 독일 영화사인 27 필름스, 그리고 오스트리아 영화사인 뉴 홀랜드 픽처스가 합작해서 만든 공상과학 영화이면서 코미디물인 영화다. 2010년 11월과 12월에 독일 그리고 2011년 1월과 2월에 호주에서 영화의 영상 촬영을 마쳤다. 현재 아이언 스카이는 독일 국제 영화제에서 프리미어를 가지고 있으며, 2012년 4월 4일, 핀란드에서의 개봉을 시작으로 전 세계로 퍼져나갈 예정이다. 독일에서의 개봉은 2012년 4월 5일이다.

## 줄거리
제2차 세계 대전이 끝나기 바로 전, 비밀 나치 우주 계획이 실행되고, 달의 어두운 면으로 향하게 된다. 70년 동안, 비밀스럽게 나치는 거대한 우주 기지를 건설하게 되고, 날아다니는 비행 접시 모양의 막강한 병기를 만들게 된다.
미국인 우주인인 제임스 워싱턴(Christopher Kirby)가 나치의 비밀 기지의 근처에 달 착륙선을 타고 착륙하게 되자 달의 총통(Udo Kier)은 지구로 돌아가는 영광스런 순간이 생각보다 빨리 왔음을 예측한다. 워싱턴의 임무는 미국의 대통령(Stephanie Paul)을 홍보하는 것이었다. 하지만 지구를 침략하려는 상황이 바로 앞에 다가온 상황에 그가 무엇을 할 수 있겠는가? 제 4제국은 곧 바로 행동할텐데!
두 명의 나치 장교인 클라우스 아들러(Götz Otto)와 리네이트 리체(Julia Dietze)는 침략을 준비하기 위해서 지구로의 여행을 떠나게 된다. 달의 나치 UFO가 하늘을 까맣게 매울때, 지구는 준비가 전혀 안된 상황이었고, 모든 남자, 여자 그리고 국가들 모두 하나로 뭉쳐 그들의 세계를 지켜야 할 것이다.

## 캐스팅
- 줄리아 디에체 - 레나테 리히터 역
- 고츠 오토 - 클라우스 아들러 역

## 제작진
본 영화는 핀란드의 수도인 헬싱키를 본부로 하여 제작된다. 하지만 대부분은 독일에서 촬영되었다.
- 티모 부오렌솔라

티모 부오렌솔라는 다이렉터다. 그는 7년 동안 공상과학 장편 영화인 스타 레크(Star Wreck: In the Pirkinning)에 썼다. 티모 부오렌솔라는 또한 단편영화, 뮤직비디오, 그리고 광고도 맏기도 했다.
- 테로 카우코마

프로듀서, 배경담당이다. 테로 카우코마(Tero Kaukomaa)는 라스 폰 트리에(Lars von Trier)의 영원한 순간(Everlasting Moments), 어둠 속의 댄서(Dancer in the Dark)과 AJ 애닐라(AJ Annila)의 재드 워리어(Jagd Warrior)을 포함한 20개의 장편극 영화를 제작한 경험이 있다. 테로 카우코마(Tero Kaukomaa)는 영화를 만드는데에 최선을 다할 것이다.
- 사물리 토르소넨

시각 효과 프로듀서 사물리 토르소넨(Samuli Torssonen)는 스타 레크(Star Wreck)의 원동력이었다. 또한 1992년부터 공상과학 패러디를 제작하기 시작했다. 이제, 그는 아이언 스카이(Iron Sky)팀에서 일하며, CGI팀의 팀장이다. 사물리(Samuli)는 핀란드에서 최고의 CGI기술을 갖춘 이들 중 하나며, 또한 그의 열정은 믿을 수 없는 시각 효과와 큰 우주 전투를 만들어 낸다. 하지만, 그는 사람들이 쉽게 잊지 못한 영상을 만들기를 원한다.
- 올리버 데미안

프로듀서. 올리버 데미안(Oliver Damian)는 독일 영화사인 27 필름스(27 Films)의 프로듀서다.
- 캐시 오버렛

프로듀서. 캐시 오버렛(Cathy Overett)는 오스트리아의 영화사인 뉴 홀랜 픽처스(New Hollan Pictures)의 프로듀서다.
그녀는 5개의 장편 극영화를 제작했는데, 세상의 끝에서(At World's End)와 언피니쉬드 스카이(Unfinished Sky)가 그중 하나다.
이제, 그녀는 아이언 스카이(Iron Sky)를 제작하는데에 더 관심이 많다.
- 마크 오버렛

프로듀서. 마크 오버렛(Mark Overett)는 NHP 팀의 또 다른 프로듀서이다. 또한, 그는 NZ 사무소를 견제하기도 한다.
그는 5개의 장편 극영화를 제작했는 데, 비터 스윗 코미디인 분리된 도시(Separation City)가 그중 하나이다.
또한, 그는 TV 엔터테인먼트에서 음성 담당은 맡았던 적이있어 숙련된 기술이 있다.
- 산 푸 말타

행정 프로듀서
- 요한나 시니살로

작가. 공상과학 소설가은 요한나 시니살로(Johanna Sinisalo)는 5개의 소설과 또한, 40여개가 넘는 단편 소설들을 출판했다.
그녀는 SF소설에 수여하는 상인 노뷸러상을 그녀의 첫 번째 소설작인 놋 비포어 선다운(Not Before Sundown)로 수여받기도 했다.
덧붙여 말하자면, 그녀는 TV를 위한 광고와 셀수없이 많은 영화각본들을 썼다. 요한나(Johanna)는 시나리오 제작에 전문적인 생각을 부여했으며, 생각이 이야기로 적용되도록 돕고 있다.
- 자르모 푸스칼라

언론 책임자, 대본. 자르모 푸스칼라(Jarmo Puskala)는 밖을 내다보고, 상상할줄 아는 또다른 생각하는 사람이다. 그는 스타 레크(Star Wreck)의 베테랑이기도 하다.오늘날, 자르모(Jarmo)는 아이언 스카이(Iron Sky) 팀의 언론 책임자다. 그는 항상 언론과 웹사이트를 업데이트 한다. 자르모(Jarmo)의 나치가 달에 있다는 탁월한 상상이 이 영화를 시작하게 한 것이었다.
- 안티 후카넨

대본 작가 멤버, 사무소 지배인
안티 후카넨(Antti Hukkanen)는 더 스릴러 보이스 가이(Ther Trailer voice guy)로써 스타 레크(Star Wreck)에 2002년에 참가했다.
물론, 그는 에네르기아(Energia)의 사무소 지배인이며, 당신이 주문한 모든 상품들을 안티(Antti)가 담당한다.
안티(Antti)는 걸어다니는 군역사 백과사전이며, 그는 내부적으로 투기 기술에 전문가다.
- 주시 레티니에미

구상작가
- 미카 오라스마

카메라맨
- 울리카 폰 페게사크

무대 장치가
- 제이크 콜리어

의상 디자이너. 제이크 콜리어(Jake Collier)는 약 13년간 국제적으로 영화와 텔레비전에서 의상 디자인을 맡았다. 특별히 뉴질랜드에서부터 제이크(Jake)는 영화가 잘 제작되는지 보기 위해 베를린에서 헬싱키로 이사를 했다.
- 타르자 자쿠나호

제작 간사. 타르자 자쿠나호(Tarja Jakunaho)는 거의 20편의 영화를 제작했다.
그녀의 경력은 브로드 크로스-섹션(Broad cross-section)와 핀란드에서 길이 남을 첫 번째 공상과학 영화를 포함하고 있다.
제작 간사로써, 영화제작이 수월히 돌아가게 해줄것이다.
- 야노스 혼코넨

언론 기자, 프로듀서. 아마 스타 레크(Star Wreck)에서 미스터 푸코브(Mr.Fukov)로써 자노스 혼코넨(Janos Honkonen)을 기억하실 것이다. 아니면, 존경받을 만한 수많은 기술&과학 저널리스트 잡지로서 기억하실 것이다. 아이언 스카이(Iron Sky)에서는 그는 우리를 도울것이다.
- 페카 올루라

소셜 미디어. 페카 올루라(Pekka Ollula)는 블라인드 스팟 픽처스(Blind Spot Pictures)의 소셜미디어 팀장이다.
그는 자르모(Jarmo)와 자노스(Janos)가 올바른 업무 처리와 사업과 마케팅에서의 모든 기회를 이끌수 있도록 지도하고 있다.
페카(Pekka)는 창의적인 생각을 좋아하며, 그는 새로운 생각과 남들과는 차별화된 생각을 한다.
아마도, 그 때문인지 그는 KLOK 크리에이티브 에이젼시(KLOK Creative Agency)의 파트너이다.
- 마이클 칼레스니코

작가. 하워드 스턴스 프라이빗 파트스(Howard Stern’s Private Parts)를 썼으며, 히트를 친 하우 투 킬 유어 네이버스 도그(How to Kill Your Neighbor’s Dog)라는 코메디를 맡았다. 이 코메디는 2000년 토론토 국제 영화제에서 수상을 하기도 하였다.
그의 첫 번째 소설인 퍼커 업(Pucker Up)은 2011년의 봄 동안의 주름지게 잡혀진 스케줄을 보여준다.
북극의 고등학교 선생님이자, 런던의 바텐더이며 묫자리를 파는 사람이다.

## 후속작
2013년 5월 19일, 에너기아 프로덕션은 아이언 스카이 2의 제작 여부를 공식적으로 발표, Iron Sky: The Coming Race 이라고 이름 지었다. 아이언 스카이: 더 커밍 레이스는 아이언 스카이의 시퀄이 될것이며 아이언 스카이 영화 이후의 이야기를 다룰것으로 예상된다.
아이언 스카이 팀은 이미 스크립트 제작에 돌입하였으며 계획은 2014년 후반기에는 영화 스크립트 완성본을 완성하는 것이다. 내년 2014년에 프랑스 칸에서 있는 국제 영화제를 위해서 4~5분짜리 프로모 영상을 제작할 예정이며, 이 뜻은 곧 첫 번째 아이언 스카이 더 커밍 레이스의 프로모 영상이 2014년 5월에는 완성이 된다는 이야기이다.
아이언 스카이2는 150,000 유로의 예산을 예상하고 있으며, 마찬가지로 크라우드 펀딩 방식으로 예산을 모으게 된다. 제작진은 이전과 모두 같은 멤버로 구성되며, 사운드 트랙과 배우 역시 동일하다.

## 같이 보기
- 달 거주지